# Mauzoleum Piotra II Petrowicia-Niegosza

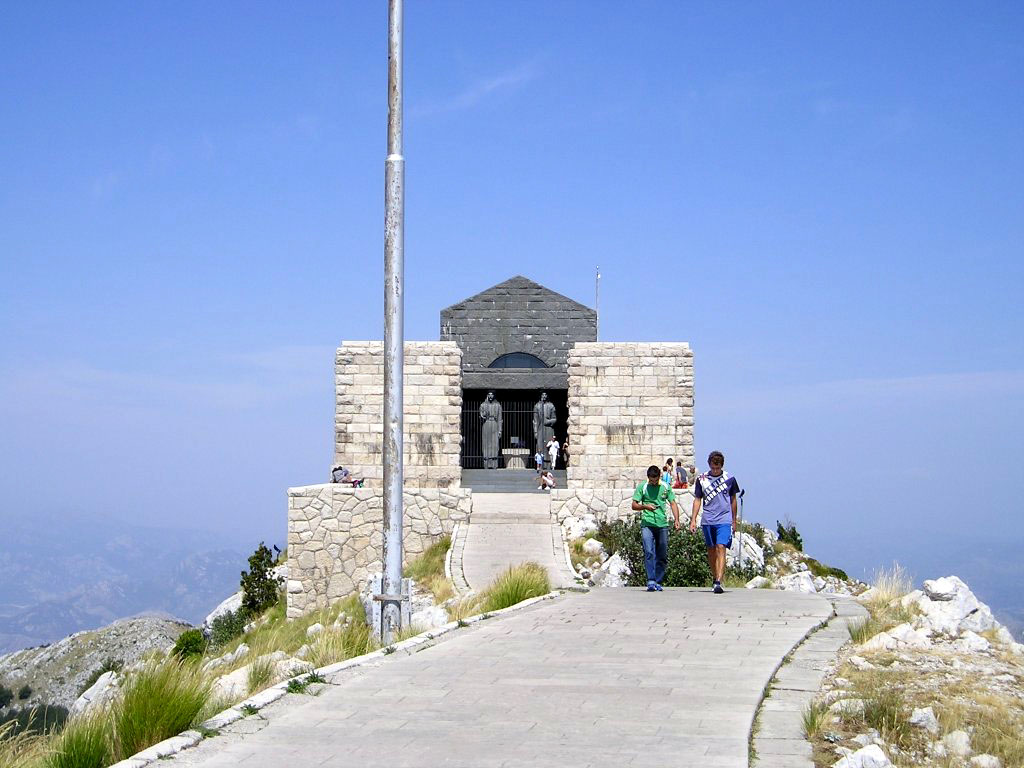
Widok na bramę mauzoleum

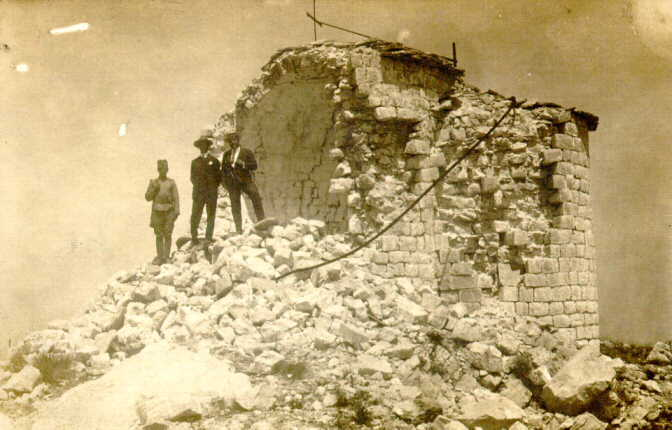
Kaplica na szczycie Jezerskim zniszczona po I wojnie światowej

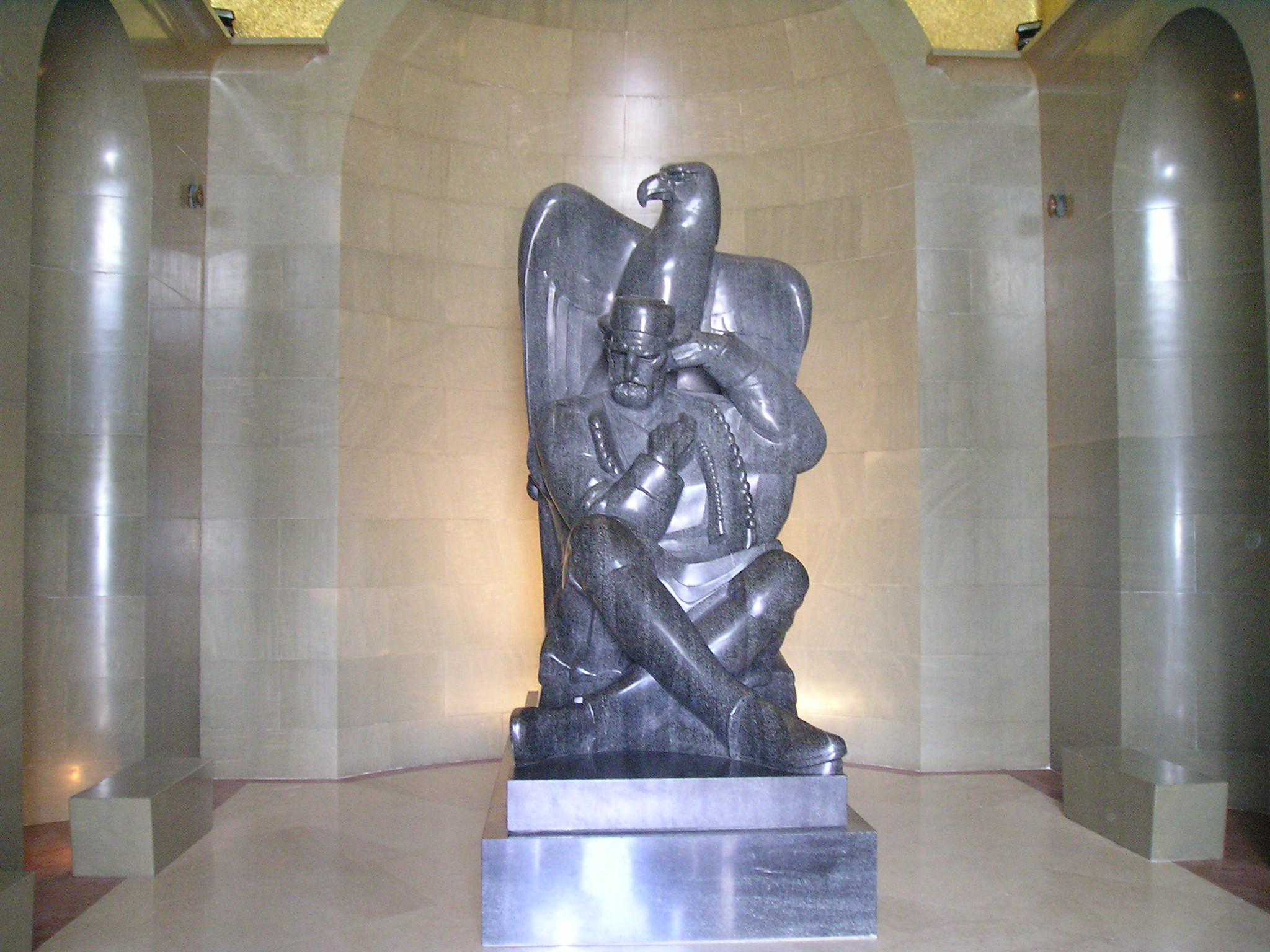
Pomnik Piotra II Petrowicia-Niegosza we wnętrzu mauzoleum

Mauzoleum Piotra II Petrowicia-Niegosza – grobowiec przedostatniego władyki Czarnogóry, Piotra II Petrowicia-Niegosza, usytuowany na szczycie Jezerskim w paśmie gór Lovćenu. Wzniesiony na przełomie lat 60. i 70. XX wieku na miejscu wcześniejszej prawosławnej kaplicy.
W 1845 Piotr II Petrowić-Niegosz wyraził życzenie zostania po swojej śmierci pochowanym w ufundowanej przez siebie kaplicy na szczycie Jezerskim. Jednak po jego śmierci w 1851, w obawie przed ewentualnym napadem na grobowiec ze strony Turków skadarskich, zdecydowano o pochówku władyki w monasterze Narodzenia Matki Bożej w Cetyni, obok grobu jego poprzednika Piotra I. Dopiero 26 sierpnia 1855 jego szczątki zostały przeniesione na Lovćen. Przed przeniesieniem książę Czarnogóry Daniel I Petrowić-Niegosz dokonał otwarcia sarkofagu, aby sprawdzić, czy ciało zmarłego uległo rozkładowi (nierozłożenie się zwłok po śmierci jest w prawosławiu uważane za jedną z podstaw do uznania danej osoby za świętego; m.in. na tej podstawie kanonizowany został poprzednik Piotra II); stwierdzono wówczas, że pozostała z niego jedynie prawa ręka.
W czasie I wojny światowej wojska austro-węgierskie zbombardowały kaplicę na Jezerskom vrhu, zaś po zdobyciu Lovćenu, nocą z 12 na 13 sierpnia 1916, ponownie przeniosły szczątki Niegosza do monasteru w Cetyni. Na miejscu zniszczonej kaplicy planowano bowiem wzniesienie pomnika zdobycia Lovćenu przez Austro-Węgry. Ostatecznie plan ten nie został zrealizowany. 10 września 1925 zakończono odbudowę kaplicy, naśladując jej wygląd sprzed zniszczenia. 21 września 1925, w uroczystej procesji z udziałem metropolity Czarnogóry i Przymorza Gabriela oraz króla Serbów, Chorwatów i Słoweńców Aleksandra I, ponownie przeniesiono do niej sarkofag ze szczątkami władyki. W kwietniu 1942 kaplicę uszkodziły wojska włoskie.
W 1951, w związku z setną rocznicą śmierci Piotra II Petrowicia-Niegosza, władze Jugosławii podjęły decyzję o rozbiórce kaplicy i wzniesieniu na jej miejscu całkowicie nowej budowli, którą zaprojektował Ivan Meštrović. Plan ten wzbudził kontrowersje społeczne – zdaniem części mieszkańców Czarnogóry zniszczenie kaplicy i zastąpienie jej mauzoleum nie było zgodne z życzeniem Niegosza, który w swoim testamencie wyraźnie pisał o pochówku w ufundowanej przez siebie świątyni. Przeciwko rozbiórce kaplicy protestował prawosławny metropolita Czarnogóry i Przymorza Daniel. Mimo tego w końcu lat 60. dokonano rozbiórki tego obiektu, zaś do 1974 wzniesiono na jego miejscu mauzoleum, istniejące do dziś.
Mauzoleum jest niskim budynkiem z kamienia, z bramą wyznaczoną przez dwie kariatydy-postacie Czarnogórek. We wnętrzu znajduje się ważący 28 ton pomnik Piotra II Petrowicia-Niegosza, wykonany podobnie jak rzeźby kobiet z granitu. Dach mauzoleum jest pokryty złotem; całość otrzymana jest w stylu socrealistycznym. Mauzoleum ma status jednego z oddziałów Muzeum Narodowego Czarnogóry.